# عبیدالله آخند
ملا عبیدالله آخند (پشتو: ملا عبيدالله آخوند) (درگذشته ۲۰۱۰) وزیر وزارت دفاع افغانستان در زمان حکومت
طالبان بود. او در سال ۲۰۰۷ در پاکستان دستگیر و زندانی شده، در سال ۲۰۱۰ در زندان در گذشت.